# Torneo Maurice Revello de 2019
El XLVII Torneo "Maurice Revello"  de 2019 se disputó en Francia entre el 1 y el 15 de junio de 2019. Participaron doce equipos de fútbol de distintos continentes. El torneo se celebra anualmente y se juega entre selecciones sub-23, aunque existen varias países que envían a sus selecciones sub-18, sub-19, sub-20 o sub-22 dependiendo de las competencias que se encuentren cercanas a la fecha del torneo.

## Participantes
El torneo contó con la presencia de doce selecciones de diferentes continentes.
| Equipos participantes | Equipos participantes | Equipos participantes | Equipos participantes |
| --------------------- | --------------------- | --------------------- | --------------------- |
| Baréin                | China                 | Japón                 | Catar                 |
| Guatemala             | México                | Brasil                | Chile                 |
| Inglaterra            | Francia               | Portugal              | Irlanda               |

## Fase de grupos
Clasificados a la Semifinal, primeros de grupos
     Clasificado a la Semifinal, mejor segundo

### Grupo A
| Selección  | Pts | PJ | PG | PE | PP | GF | GC | Dif |
| ---------- | --- | -- | -- | -- | -- | -- | -- | --- |
| Japón      | 6   | 3  | 2  | 0  | 1  | 8  | 3  | 5   |
| Portugal   | 6   | 3  | 2  | 0  | 1  | 4  | 3  | 1   |
| Chile      | 6   | 3  | 2  | 0  | 1  | 4  | 7  | -3  |
| Inglaterra | 0   | 3  | 0  | 0  | 3  | 4  | 7  | -3  |

| 1 de junio de 2019, 15:05 | Inglaterra   | 1:2 (1:0) | Japón                      | Stade de Lattre-de-Tassigny, Aubagne |                                    |
|                           | Chalobah 38' | Reporte   | Ominami 47' · Naganuma 68' | Árbitro(s): Felipe González Alveal   | Árbitro(s): Felipe González Alveal |

| 1 de junio de 2019, 17:30 | Portugal | 0:1 (0:1) | Chile     | Stade de Lattre-de-Tassigny, Aubagne |                                 |
|                           |          | Reporte   | Pinto 13' | Árbitro(s): Salman Ahmad Falahi      | Árbitro(s): Salman Ahmad Falahi |

| 4 de junio de 2019, 16:05 | Japón                                              | 6:1 (5:1) | Chile     | Stade d'Honneur Marcel Roustan, Salon-de-Provence |                             |
|                           | Mitoma 7' · Hatate 12' 18' 63' · Iwasaki 39' 45+1' | Reporte   | Araos 35' | Árbitro(s): Robert Hennessy                       | Árbitro(s): Robert Hennessy |

| 4 de junio de 2019, 19:00 | Inglaterra               | 2:3 (1:3) | Portugal                              | Stade d'Honneur Marcel Roustan, Salon-de-Provence |                            |
|                           | Nketiah 8' · Willock 87' | Reporte   | Paulo 21' · Cardoso 39' · Correia 42' | Árbitro(s): Horatiu Fesnic                        | Árbitro(s): Horatiu Fesnic |

| 7 de junio de 2019, 17:05 | Portugal   | 1:0 (0:0) | Japón | Stade Parsemain, Fos-sur-Mer |                            |
|                           | Embaló 85' | Reporte   |       | Árbitro(s): Aliyar Aghayev   | Árbitro(s): Aliyar Aghayev |

| 7 de junio de 2019, 20:30 | Chile                         | 2:1 (0:1) | Inglaterra    | Stade Parsemain, Fos-sur-Mer    |                                 |
|                           | Jara 87' · Guéhi 90+2' (a.g.) | Reporte   | Willock 45+6' | Árbitro(s): Salman Ahmad Falahi | Árbitro(s): Salman Ahmad Falahi |

### Grupo B
| Selección | Pts | PJ | PG | PE | PP | GF | GC | Dif |
| --------- | --- | -- | -- | -- | -- | -- | -- | --- |
| Brasil    | 9   | 3  | 3  | 0  | 0  | 13 | 0  | 13  |
| Francia   | 6   | 3  | 2  | 0  | 1  | 4  | 5  | -1  |
| Guatemala | 3   | 3  | 1  | 0  | 2  | 3  | 6  | -3  |
| Catar     | 0   | 3  | 0  | 0  | 3  | 0  | 9  | -9  |

| 2 de junio de 2019, 15:30 | Francia                         | 2:0 (1:0) | Catar | Stade de Lattre-de-Tassigny, Aubagne |                                    |
|                           | Godart 42' · Taoui 90+2' (pen.) | Reporte   |       | Árbitro(s): Luis Enrique Santander   | Árbitro(s): Luis Enrique Santander |

| 2 de junio de 2019, 19:00 | Brasil                                                   | 4:0 (2:0) | Guatemala | Stade de Lattre-de-Tassigny, Aubagne |                           |
|                           | Pedrinho 19' · Tabata 23' · Wendel 85' · Luiz 89' (pen.) | Reporte   |           | Árbitro(s): Willy Delajod            | Árbitro(s): Willy Delajod |

| 5 de junio de 2019, 17:00 | Catar | 0:2 (0:0) | Guatemala                         | Stade d'Honneur Marcel Roustan, Salon-de-Provence |                          |
|                           |       | Reporte   | Barrientos 48' (pen.) · Ardón 88' | Árbitro(s): Alex Johnson                          | Árbitro(s): Alex Johnson |

| 5 de junio de 2019, 19:30 | Francia | 0:4 (0:1) | Brasil                                                                     | Stade d'Honneur Marcel Roustan, Salon-de-Provence |                                    |
|                           |         | Reporte   | Antony 20' · Matheus Henrique 57' · Matheus Cunha 88' · Mateus Vital 90+1' | Árbitro(s): Luis Enrique Santander                | Árbitro(s): Luis Enrique Santander |

| 8 de junio de 2019, 15:00 | Francia                        | 2:1 (0:0) | Guatemala        | Jules-Ladoumègue Stadium, Vitrolles |                             |
|                           | Tokpa 49' · Estrada 72' (a.g.) | Reporte   | Reyes 59' (pen.) | Árbitro(s): Robert Hennessy         | Árbitro(s): Robert Hennessy |

| 8 de junio de 2019, 17:30 | Brasil                                                             | 5:0 (3:0) | Catar | Jules-Ladoumègue Stadium, Vitrolles |                           |
|                           | Matheus Cunha 21' 83' · Mateus Vital 24' (pen.) · Paulinho 38' 76' | Reporte   |       | Árbitro(s): António Nobre           | Árbitro(s): António Nobre |

### Grupo C
| Selección | Pts | PJ | PG | PE | PP | GF | GC | Dif |
| --------- | --- | -- | -- | -- | -- | -- | -- | --- |
| Irlanda   | 7   | 3  | 2  | 1  | 0  | 5  | 1  | 4   |
| México    | 7   | 3  | 2  | 1  | 0  | 3  | 0  | 3   |
| China     | 3   | 3  | 1  | 0  | 2  | 5  | 6  | -1  |
| Baréin    | 0   | 3  | 0  | 0  | 3  | 1  | 7  | -6  |

| 3 de junio de 2019, 15:30 | China  | 1:4 (1:2) | Irlanda                                                 | Stade de Lattre-de-Tassigny, Aubagne |                           |
|                           | Li 18' | Reporte   | Elbouzedi 1' · Connolly 5' · Idah 56' (pen.) 82' (pen.) | Árbitro(s): António Nobre            | Árbitro(s): António Nobre |

| 3 de junio de 2019, 19:00 | México                | 2:0 (2:0) | Baréin | Stade de Lattre-de-Tassigny, Aubagne |                            |
|                           | Govea 5' · Torres 10' | Reporte   |        | Árbitro(s): Aliyar Aghayev           | Árbitro(s): Aliyar Aghayev |

| 6 de junio de 2019, 17:00 | China                           | 4:1 (2:0) | Baréin               | Stade Parsemain, Fos-sur-Mer |                           |
|                           | Shan 16' 26' · Hu 79' · Lin 90' | Reporte   | Al-Hardan 76' (pen.) | Árbitro(s): Willy Delajod    | Árbitro(s): Willy Delajod |

| 6 de junio de 2019, 19:30 | Irlanda | 0:0     | México | Stade Parsemain, Fos-sur-Mer       |                                    |
|                           |         | Reporte |        | Árbitro(s): Felipe González Alveal | Árbitro(s): Felipe González Alveal |

| 9 de junio de 2019, 15:00 | Baréin | 0:1 (0:1) | Irlanda   | Stade Jules-Ladoumègue, Vitrolles |                          |
|                           |        | Reporte   | Ronan 33' | Árbitro(s): Alex Johnson          | Árbitro(s): Alex Johnson |

| 9 de junio de 2019, 17:30 | México     | 1:0 (0:0) | China | Stade Jules-Ladoumègue, Vitrolles |                            |
|                           | Yrizar 60' | Reporte   |       | Árbitro(s): Horațiu Feșnic        | Árbitro(s): Horațiu Feșnic |

## Partidos de clasificación
Los equipos eliminados jugaron otro encuentro para determinar su clasificación final en la competencia.

### Partido por el 11º lugar
| 11 de junio de 2019, 16:00 | Baréin                              | 1:1 (1:0) (2:4 p.)         | Catar                                                        | Stade d'Honneur, Mallemort  |                             |
|                            | Hasan 28'                           | Reporte                    | Muneer 67'                                                   | Árbitro(s): Robert Hennessy | Árbitro(s): Robert Hennessy |
|                            |                                     | Tiros desde el punto penal |                                                              |                             |                             |
|                            | Marhoon · Al-Hardan · Mubarak · Isa |                            | Muneer · Abdulsalam · Abdulsalam · Al-Hamawende · Abdelfatah |                             |                             |

### Partido por el 9º lugar
| 11 de junio de 2019, 19:00 | Guatemala | 0:4 (0:4) | Inglaterra                                      | Stade d'Honneur, Mallemort      |                                 |
|                            |           | Reporte   | Hirst 16' 26' · Nketiah 23' (pen.) · McNeil 29' | Árbitro(s): Salman Ahmad Falahi | Árbitro(s): Salman Ahmad Falahi |

### Partido por el 7º lugar
| 13 de junio de 2019, 16:00 | Chile                      | 2:1 (2:1) | China    | Stade Parsemain, Fos-sur-Mer |                          |
|                            | Morales 29' · Martínez 38' | Reporte   | Feng 44' | Árbitro(s): Alex Johnson     | Árbitro(s): Alex Johnson |

### Partido por el 5º lugar
| 12 de junio de 2019, 11:00 | Portugal                                      | 3:0 (3:0) | Francia | Stade d'Honneur, Mallemort |                            |
|                            | Cardoso 15' · Ramos 22' · Ferreira 27' (pen.) | Reporte   |         | Árbitro(s): Aliyar Aghayev | Árbitro(s): Aliyar Aghayev |

## Segunda fase

### Cuadro de desarrollo
|  | Semifinales         | Semifinales         |       |                     | Final               | Final |  |
|  |                     |                     |       |                     |                     |       |  |
|  | 12 de junio de 2019 |                     |       |                     |                     |       |  |
|  | Japón               | 2 (5)               |       |                     |                     |       |  |
|  | México              | 2 (4)               |       |                     |                     |       |  |
|  |                     |                     |       |                     |                     |       |  |
|  |                     |                     |       |                     | 15 de junio de 2019 |       |  |
|  |                     |                     |       |                     | Japón               | 1 (4) |  |
|  |                     | Brasil              | 1 (5) |                     |                     |       |  |
|  |                     |                     |       |                     |                     |       |  |
|  |                     |                     |       |                     |                     |       |  |
|  |                     |                     |       |                     | Tercer lugar        |       |  |
|  | 12 de junio de 2019 | 12 de junio de 2019 |       | 15 de junio de 2019 | 15 de junio de 2019 |       |  |
|  | Brasil              | 2                   |       | México              | 0 (4)               |       |  |
|  | Irlanda             | 0                   |       |                     | Irlanda             | 0 (3) |  |

### Semifinales
| 12 de junio de 2019, 15:00 | Japón                                      | 2:2 (0:0) (5:4 p.)         | México                                     | Stade de Lattre-de-Tassigny, Aubagne |                            |
|                            | Sōma 72' · Ogawa 89'                       | Reporte                    | Godínez 50' · Aguirre 86'                  | Árbitro(s): Horațiu Feșnic           | Árbitro(s): Horațiu Feșnic |
|                            |                                            | Tiros desde el punto penal |                                            |                                      |                            |
|                            | Ogawa · Sōma · Iwasaki · Naganuma · Hatate |                            | Aguirre · Cardona · López · Mozo · Córdova |                                      |                            |

| 12 de junio de 2019, 17:30 | Brasil                           | 2:0 (1:0) | Irlanda | Stade de Lattre-de-Tassigny, Aubagne |                                    |
|                            | Paulinho 16' · Matheus Cunha 47' | Reporte   |         | Árbitro(s): Luis Enrique Santander   | Árbitro(s): Luis Enrique Santander |

### Partido por el 3º lugar
| 15 de junio de 2019, 13:30 | México                                                        | 0:0 (4:3 p.)               | Irlanda                                  | Stade d'Honneur Marcel Roustan, Salon-de-Provence |                                    |
|                            |                                                               | Reporte                    |                                          | Árbitro(s): Felipe González Alveal                | Árbitro(s): Felipe González Alveal |
|                            |                                                               | Tiros desde el punto penal |                                          |                                                   |                                    |
|                            | Eduardo Aguirre · Vázquez · Erick Aguirre · Calderón · Angulo |                            | Ronan · Taylor · Connolly · Idah · Leahy |                                                   |                                    |

### Final
| 15 de junio de 2019, 16:00 | Japón                                      | 1:1 (1:1) (4:5 p.)         | Brasil                                                           | Stade d'Honneur Marcel Roustan, Salon-de-Provence |                           |
|                            | Ogawa 39'                                  | Reporte                    | Antony 19'                                                       | Árbitro(s): António Nobre                         | Árbitro(s): António Nobre |
|                            |                                            | Tiros desde el punto penal |                                                                  |                                                   |                           |
|                            | Sōma · Mitoma · Kamiya · Naganuma · Hatate |                            | Mateus Vital · Douglas Luiz · Matheus Henrique · Wendel · Lyanco |                                                   |                           |

|                           |
| Bandera de Brasil         |
| Campeón Brasil 9.º título |

## Goleadores
| Jugador         | Selección  | Anotado |
| --------------- | ---------- | ------- |
| Matheus Cunha   | Brasil     | 4       |
| Paulinho        | Brasil     | 3       |
| Reo Hatate      | Japón      | 3       |
| Mateus Vital    | Brasil     | 2       |
| Antony          | Brasil     | 2       |
| Shan Huanhuan   | China      | 2       |
| George Hirst    | Inglaterra | 2       |
| Eddie Nketiah   | Inglaterra | 2       |
| Joe Willock     | Inglaterra | 2       |
| Adam Idah       | Irlanda    | 2       |
| Yuto Iwasaki    | Japón      | 2       |
| Kōki Ogawa      | Japón      | 2       |
| Gonçalo Cardoso | Portugal   | 2       |